# Zamach w Orakzai (2008)
Zamach w Orakzai miał miejsce 10 października 2008. W wyniku ataku w Orakzai zginęło 110 osób. Ponad 200 odniosło rany.

## Atak
Zamachowiec-samobójca wjechał ciężarówką wypełnioną 300 kilogramami ładunku wybuchowego w tłum około 600 ludzi  z plemienia Aliza, występującemu przeciw talibom, którzy uczestniczyli w naradzie plemiennej. Po odpaleniu ładunku wybuchowego nastąpiła potężna eksplozja, która mogła zabić nawet 110 osób. Przedstawiciel starszyzny plemiennej powiedział, że zgromadzeni chcieli opracować plan, mający doprowadzić do wyeliminowania bojowników z regionu Orakzai.